# 金牛 (法老)
金牛或牛是一个暂定的名字，用于指代一位存疑的史前埃及统治者。他被认为是埃及南部铜石并用时代晚期涅伽达三期文化的统治者。认为“金牛”或“公牛”确实代表一位统治者名字的主要依据，是位于乌姆·卡伯的阿拜多斯U-j墓中的象牙牌，以及杰贝尔乔提山上的岩石雕刻。

## 证明
埃及学家君特·德雷耶尔（Günter Dreyer）通过对敏神雕像上的刻纹进行研究，推断出君主“金牛”的存在，他将这些刻纹解释为继承线。他推测为蝎王一世准备的陪葬品来自“金牛”管辖范围内的资源，因此公牛符号就源于后者的名字。
2003 年在底比斯西部沙漠的杰贝尔乔提发现的一幅岩画，为这位统治者的存在提供了进一步的证据。这幅岩画显然描绘了蝎王一世成功对抗金牛的战役。这场战役可能是史前埃及晚期权力集中化的一部分：蝎王一世从提尼斯出发，征服了金牛在涅伽达地区的领土。

### 疑点
然而，由于公牛标志从未伴有荷鲁斯猎鹰或金玫瑰花结这些前王朝时期统治者的象征，一些研究人员怀疑它是否代表国王。例如，文字学专家路德维希·大卫·莫伦茨（Ludwig David Morenz）和埃及学家约赫姆·卡尔（Jochem Kahl）指出，在前王朝时期，埃及象形文字仍处于早期发展阶段，将单独的图像符号赋予特定含义是非常不可靠的。原因在于，在早期文字发展阶段，不存在“地方”、“诺姆”和“地区”的固定定义。公牛的形象可以代表国王作为一种攻击力量，但它也可以是某个地方或地区名称的一部分（例如“山牛地区”）。一种古老的仪式“捕捉野牛”中也有公牛的描绘，这是后来阿匹斯赛跑的早期形式。因此，公牛的描绘并不一定能确认是国王的名字。